# Antetonitrus
Antetonitrus ist eine Gattung sauropoder Dinosaurier aus der Obertrias Südafrikas. Die einzige Art ist Antetonitrus ingenipes. Als einer der frühesten und ursprünglichsten bekannten Sauropoden wirft diese Gattung Licht auf den noch wenig bekannten Ursprung dieser Gruppe. Anders als seine noch zweibeinigen Vorläuferformen lief Antetonitrus bereits vierbeinig, wie alle anderen Sauropoden. Die Hand zeigte einen flexiblen Daumen; die Vorderextremität wurde folglich nicht ausschließlich zur Fortbewegung genutzt, wie es bei anderen Sauropoden der Fall war, sondern übernahm vermutlich außerdem eine Greiffunktion.
Der Name Antetonitrus („Vor dem Donner“, lat. ante – „bevor“; tonitrus – „Donner“) weist auf das sehr frühe Auftreten dieses Sauropoden, lange bevor  Brontosaurus („Donnerechse“) auf den Plan trat. Der zweite Teil des Artnamens, ingenipes (lat. ingens – „massiv“; pes – „Fuß“) weist auf die robusten Hände und Füße.

## Merkmale
Dieser kleine, gedrungen gebaute Sauropode wird auf eine Länge von 8 bis 10 Meter und eine Hüfthöhe von 1,5 bis 2 Meter geschätzt. Im Vergleich mit ursprünglicheren Sauropodomorpha wie Plateosaurus war die Vorderextremität stark verlängert, während der Mittelfuß verkürzt war. Damit zeigte Antetonitrus bereits das für alle Sauropoden typische Erscheinungsbild mit annähernd gleich langen Vorder- und Hinterextremitäten.
Der obligat zweibeinige Plateosaurus konnte die Hände nicht mit der Handfläche nach unten drehen (pronieren); stattdessen standen die Handflächen einander gegenüber, die Hand diente bei dieser Gattung vermutlich als Greifwerkzeug. Dagegen konnte Antetonitrus seine Hände pronieren, was eine effektive vierbeinige Fortbewegung erst möglich macht. Bei späteren Sauropoden war die Pronation erzwungen, die Handflächen konnten nicht mehr auswärts gedreht (supiniert) werden. Das rundliche Unterende der Speiche bei Antetonitrus lässt jedoch vermuten, dass die für die Supination nötige Rollbewegung der Speiche bei Antetonitrus möglich war. Der somit bewegliche Unterarm könnte der Vorderextremität damit zusätzlich zur Fortbewegungsfunktion eine Greiffunktion ermöglicht haben. Dies legen auch der flexible Daumen sowie große, als Muskelansatzstellen dienende Fortsätze im Ober- und Unterarm (der große Deltopektoralkamm und das Olekranon) nahe.
Wie bei späteren Sauropoden war der Mittelfuß verkürzt. Hand und Fuß waren robust, während der Oberschenkelknochen den typischen ovalen Querschnitt zeigte; beides sind Anpassungen an die zunehmende Körpergröße. Die vergrößerte Kralle der ersten Zehe war länger als der Mittelfußknochen I, wie bei anderen Sauropoden; diese Kralle zeigte aber noch nicht die sauropodentypische Sichelform. Der Oberschenkelknochen war nicht gerade, wie bei anderen Sauropoden, sondern von der Seite betrachtet leicht S-förmig gebogen. Die Wirbel von Antetonitrus zeichnen sich durch hohe Dornfortsätze und stark ausgeprägte Hyposphen-Hypantrum-Gelenke aus, zusätzliche, der Wirbelsäule Stabilität verleihende Verbindungselemente.

## Systematik
Antetonitrus gilt als einer der ursprünglichsten bekannten Sauropoden. Die Verwandtschaftsbeziehungen zu anderen sehr ursprünglichen Sauropoden, wie Blikanasaurus, Melanorosaurus und Isanosaurus, sind wegen des spärlichen Fossilberichts jedoch unklar. Vermutlich waren diese Gattungen ursprünglicher als Vulcanodon und Kotasaurus.

## Funde
Bislang sind zwei Exemplare beschrieben worden, die James Kitching 1981 in der südafrikanischen Provinz Oranje-Freistaat entdeckte. Sie stammen aus der Unteren Elliot-Formation, welche auf das Norium datiert wird. Die Untere Elliot-Formation ist für ihre reiche Fossilfauna von großer Bedeutung; aus diesen Schichten stammen außerdem die Reste zweier weiterer sehr früher Sauropoden, Melanorosaurus und Blikanasaurus.
Die Funde wurden von wurden ursprünglich von Kitching und Raath (1984) einem Prosauropoden (Euskelosaurus sp.) zugeschrieben. Das Holotyp-Exemplar schließt vor allem Vorder- und Hintergliedmaßen sowie wenige Wirbel und ein Schambein mit ein, das zweite Exemplar umfasst Teile der Vordergliedmaßen. Bei dem Holotyp-Exemplar handelt es sich um ein noch nicht ausgewachsenes Tier, worauf die noch nicht mit den Wirbelkörpern verwachsenen Wirbelbögen hinweisen. Das zweite Exemplar war um 80 % kleiner als der Holotyp. Beide Funde sind im Bernard Price Institute for Palaeontological Research in Johannesburg archiviert.